# Patricio Laules Brian
Patricio Laules (Lauwles) y Briaen Denn y Staines, també conegut como Patrick Lolles (Kilkenny, (Irlanda), 1676 - Mallorca, 19 de març de 1739) va ser un militar i diplomàtic espanyol, membre de l'Orde d'Alcántara.

## Biografia
Va néixer a Kilkenny, (Irlanda) en 1676, en una família d'imigrants irlandesos. Fill de Gualtero Laules, de Kilkenny, i d'Ana Briaen, de Gien-Klenstoune, els seus avis paterns foren Ricardo Laules, de Kilkenny, i Margarita Denn, de Talbotsinch, i els materns Juan de Briaen i Ana Staines, ambdós de Gien-Klenstoune.
Va tenir almenys un fill anomenat José Laules.
Va participar en la Guerra de Successió Espanyola (1702-1714) al costat de Felip V. En 1709 s'inicia l'expedient per nomenar-lo Cavaller de l'Orde d'Alcántara, junt amb el seu germà Tomás.
Des de febrer 1713 a maig 1714 va ser encarregat de negocis. Després de tornar de Londres, va donar suport a la causa jacobita pretendent al tron d'Anglaterra.
En 1714, Felip V el nomena regidor perpetu de la Nova Colònia de Sant Felip, antiga Xàtiva, càrrec que posseiria fins a la seva mort. En 1718, Giulio Alberoni el va enviar a negociar amb el rei Carles XII de Suècia i el tsar Pere I de Rússia, a fi de fer una aliança que li permetés fer la guerra contra Anglaterra. En 1719 fou nomenat tinent general dels exèrcits. Entre 1720-1725 va ser membre espanyol a París. Allí va signar juntament amb el Duc d'Osuna les capitulacions matrimonials del príncep Lluís de Borbó amb la Princesa de Montpensier, Maria Lluïsa.
Al seu retorn a Espanyaés destinat a Palma, Mallorca, en maig de 1726. Va morir e1 19 de març de 1739 quan era governador i capità general de Mallorca.

## Lema
El lema Virtute et numine apareix en l'escut del Capità General de Mallorca D. Patricio Laules en 1726.